# Свято-Михайлівська церква (Умань)
Свято-Михайлівська церква — один з існуючих храмів УПЦ МП в місті Умань. Знаходиться в мікрорайоні «БабКП»

## Історія
Церква Святого архангела Михаїла в Умані — дуже давня. У 1961 році радянська влада церкву закрила, скинула дерев'яний купол із позолоченим хрестом. в кінці 90-х років місцеві умільці надали церкві вигляду, подібного до того, що був на момент її закриття. Її шанують за давній вік, називаючи «намоленим місцем».